# Addu

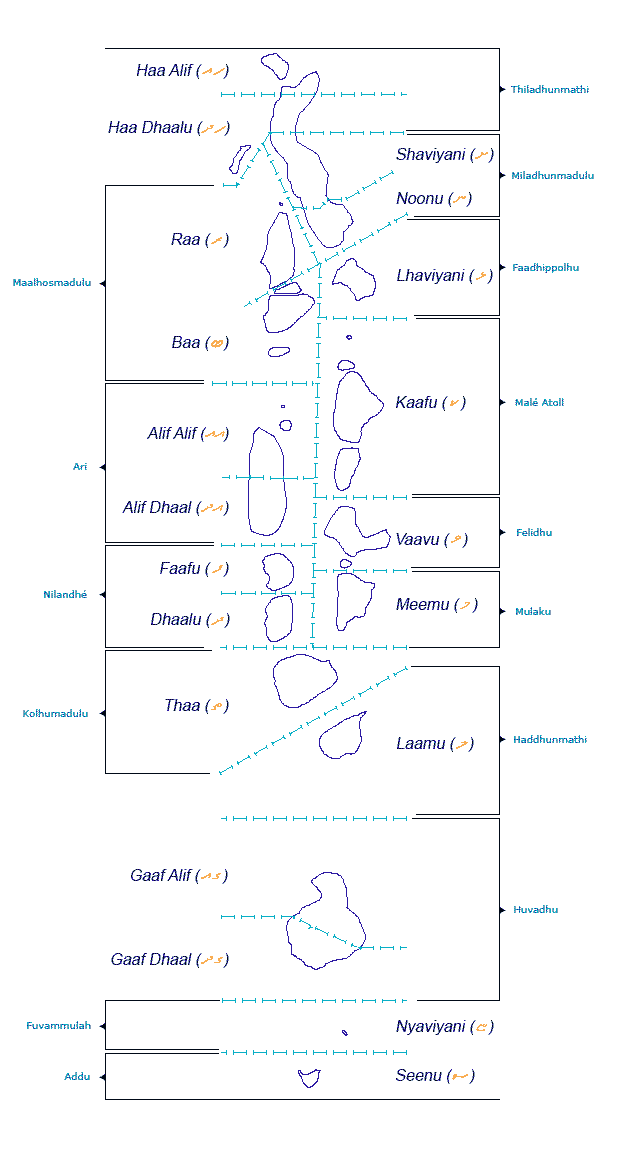
Podział administracyjny Malediwów

Addu, dawna nazwa Seenu – miasto i atol, jedna z 21 jednostek administracyjnych Malediwów. Oficjalna nazwa to: Addu City.

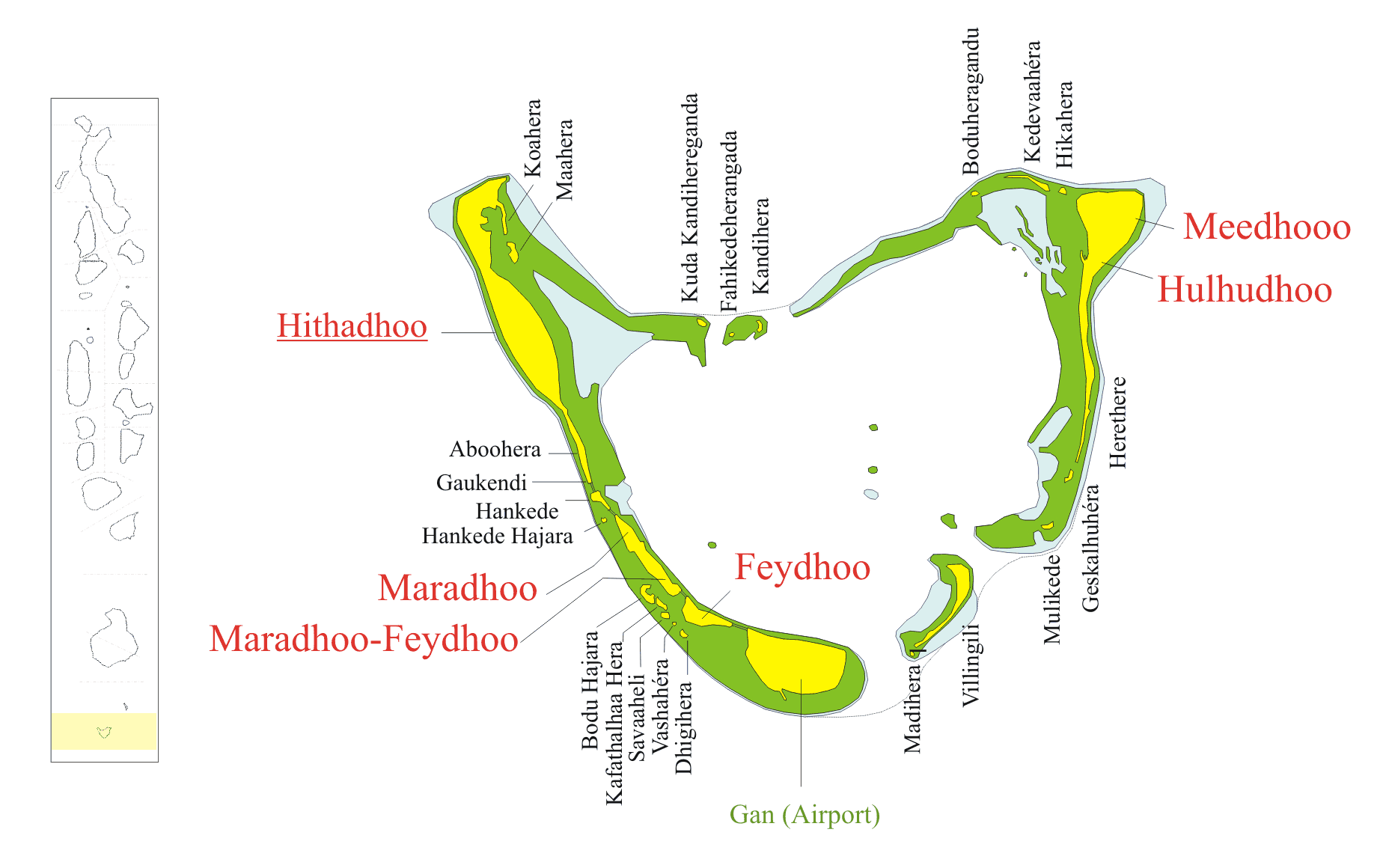
Addu

Obejmuje swym terytorium atol Addu. W 2006 zamieszkiwało tutaj 18 026 osób.